# Karma (альбом Kamelot)
Karma — пятый студийный альбом симфо- и пауэр-метал-группы Kamelot, выпущенный лейблом Sanctuary Records в 2001 году.

## Список композиций
Все тексты и музыка написаны Роем Ханом и Мэри Янгблад, вся аранжировка — Kamelot, кроме особо отмеченных.
1. «Regalis Apertura» — 1:57 (Instrumental, музыка Миро)
2. «Forever» — 4:07
3. «Wings of Despair» — 4:32
4. «The Spell» — 4:20
5. «Don’t You Cry» — 4:18
6. «Karma» — 5:12
7. «The Light I Shine on You» — 4:15
8. «Temples of Gold» — 4:11
9. «Across the Highlands» — 3:46
10. «Elizabeth: I — Mirror Mirror» — 4:22
11. «Elizabeth: II — Requiem for the Innocent» — 3:46
12. «Elizabeth: III — Fall from Grace» — 4:15

Бонус-трек американского издания:
- 13. «Ne Pleure Pas» — 4:14

Бонус-трек японского издания:
- 13. «Once and Future King» — 4:29

## Чарты
| Чарт                                | Высшая строчка |
| ----------------------------------- | -------------- |
| German Albums Chart                 | 85             |
| Japanese Albums Chart               | 93             |
| Japanese International Albums Chart | 1              |

## Участники записи

### Основной состав
- Рой Хан — вокал
- Томас Янгблад — гитара
- Глен Барри — бас-гитара
- Кейси Грилло — ударные

### Приглашённые музыканты
- Клавишные и оркестровая аранжировка — Миро
- Дополнительная гитара — Саша Паэт
- Сякухати — Фароук Асджади
- Оперный вокал в «Requiem for the Innocent» и «Fall From Grace» — Лив Нина Мосвен
- Бэк-вокал — Олаф Хайер, Синциа Риццо, Роберт Ханеке-Риццо и Миро

#### Струнный квартет
- Tobias Rempe — 1-я скрипка
- Corinna Guthmann — 2-я скрипка
- Marie-Theres Stumpf — альт
- Patrick Sepec — виолончель

### Производство
- Продюсирование и звуковая инженерия — Саша Паэт и Миро
- Микширование и мастеринг — Саша Паэт в Pathway Studios, Германия
- Менеджмент — KMI Entertainment
- Обложка — Derek Gores
- Фотограф — Kim Grillo